# 머서스버그 아카데미
머서스버그 아카데미(Mercersburg Academy)는 1893년에 설립된 미국 펜실베이니아주 머서스버그에 위치한 사립 남녀공학 보딩스쿨이다. 학교의 모토는 "Intergritas, Virilitas, Fidelitas", 교명은 "다양한 배경을 가진 젋은 남성들과 여성들을 대학교와 글로벌 커뮤니티에서의 삶을 위해 준비시킨다( "[to] prepare young men and women from diverse backgrounds for college and for life in a global community.")이다.